# Peter van Dalen

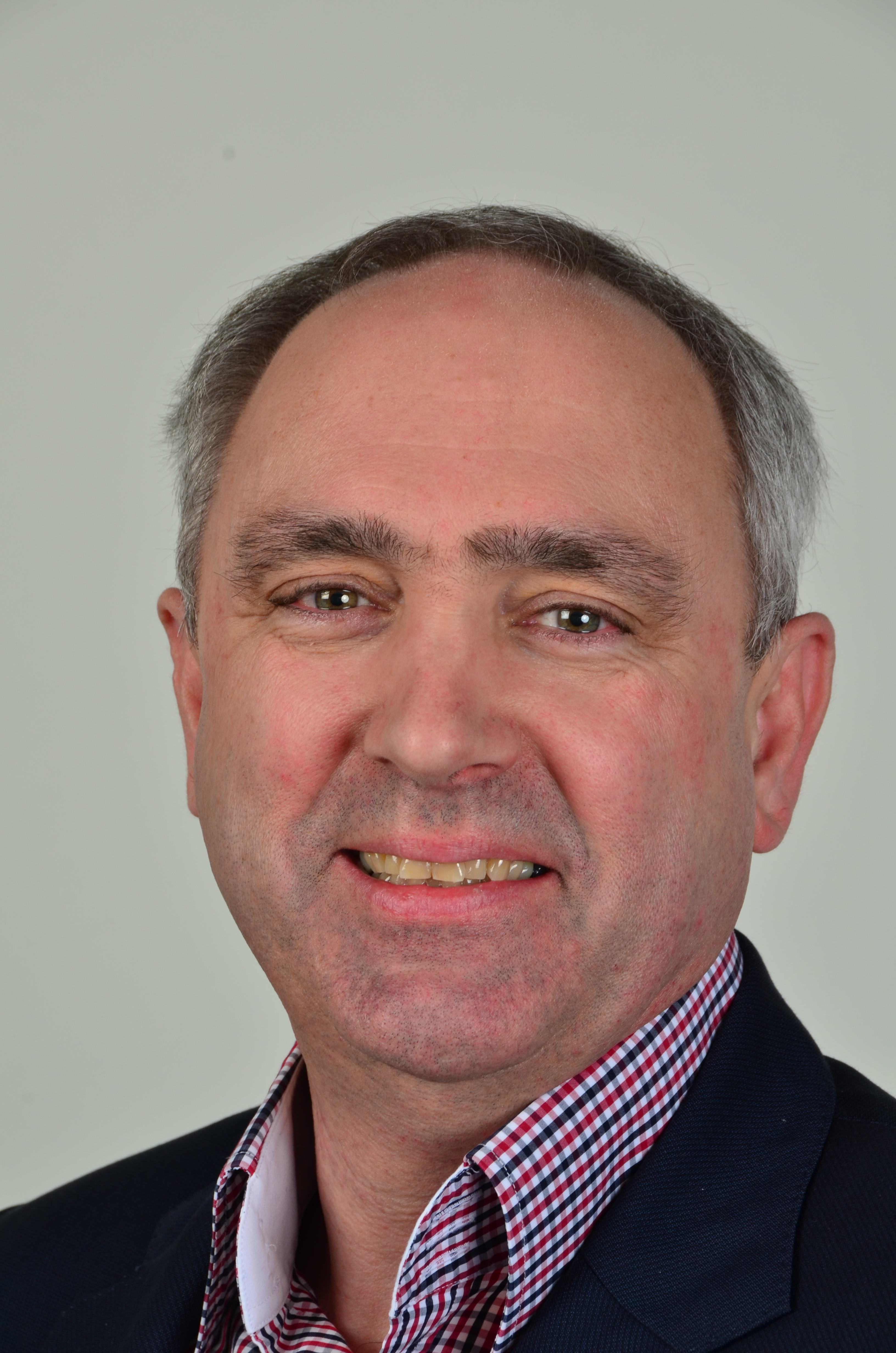
Peter van Dalen, 2014

Peter van Dalen (* 3. September 1958 in Zwijndrecht) ist ein niederländischer Politiker der ChristenUnie. Er war von 2009 bis 2023 Mitglied des Europäischen Parlaments.

## Leben
Dalen studierte Geschichte und Internationale Beziehungen an der Universität Utrecht und ihm gelang dort der Hochschulabschluss in Zeitgeschichte und internationalen Beziehungen. Nach seinem Studium war Dalen in der niederländischen Verwaltung tätig. Von 1995 bis 2001 war er als Leiter des Referats Binnenschifffahrt im niederländischen Ministerium für Verkehr und Wasserwirtschaft beschäftigt. Von 1994 bis 1998 war er auch Mitglied des Gemeinderates von Houten.
Ab dem 14. Juli 2009 war van Dalen Abgeordneter im Europaparlament. Dort war Dalen stellvertretender Vorsitzender im Ausschuss für Verkehr und Fremdenverkehr und Mitglied in der Delegation für die Beziehungen zu Indien. Als Stellvertreter war van Dahlen im Ausschuss für Umweltfragen, öffentliche Gesundheit und Lebensmittelsicherheit, im Ausschuss für Industrie, Forschung und Energie und in der Delegation für die Beziehungen zu Südafrika. Am 3. September 2023 legte er sein Mandat im Europaparlament nieder. Für ihn rückte Anja Haga nach.
Dalen ist verheiratet, wohnt in Houten und ist Mitglied der Protestantischen Kirche der Niederlande.